# Jean Forge
Jan Fethke, né le 26 février 1903 à Opole et mort le 16 décembre 1980 à Berlin, plus connu sous le pseudonyme espérantiste de Jean Forge, est un écrivain espérantiste, scénariste et réalisateur polonais.

## Biographie

### Jeunesse
Jean Forge est né le 26 février 1903 à Opole, alors en Allemagne. Ses parents sont Josef Fethke, médecin, et Zofia Dorota Fethke, née Stumberg Sychowska dans une famille noble. 
Adolescent, il participe aux insurrections pour que la Silésie soit rattachée à la Pologne. Au début des années 1920, il étudie à Gdansk. C'est alors qu'il s'est intéressé au cinéma et à l'espéranto - ses plus grandes passions. Il commence sa carrière professionnelle à Berlin, alors la capitale du cinéma européen. Il y travaille comme scénariste. Il collabore avec des cinéastes de gauche et avec Fritz Lang. Il est notamment l'auteur de Mr. Tot aĉetas mil okulojn (M. Tot achète mille yeux, 1931). Le Diabolique Docteur Mabuse (1960) en est une adaptation au cinéma de Fritz Lang.

### Seconde Guerre mondiale
Après l'arrivée au pouvoir d'Hitler, il quitte l’Allemagne en 1935 pour s’installer à Varsovie, en Pologne, tout en conservant la nationalité allemande. Il y réalise plusieurs films et écrit une douzaine de scénarios. Après le déclenchement de la Seconde Guerre mondiale, il reste à Varsovie. 

### Après la guerre
Après la guerre, il prend la nationalité polonaise et retravaille dans le cinéma polonais en tant que scénariste et réalisateur.
Lors du 44e Congrès mondial d'espéranto à Varsovie en 1959, Fethke réalise le film Verda stelo super Varsovio (l'Étoile verte au-dessus de Varsovie). 
Au début des années 1960, il séjourne à Berlin-Ouest, et s'y installe à partir de 1961, y travaillant comme professeur d'espéranto. Il est également l'auteur de nombreuses publications dans cette langue (dont des dictionnaires et des romans). Il collabore avec de nombreux magazines d'espéranto, dont Littérature Mondo.
Jean Forge meurt le 16 décembre 1980 à Berlin-Ouest.

## Œuvres
- 1923 : Abismoj (eo) (roman sur les problèmes de l'amour) ; serio forge Fondumo Esperanto Helsinki, 1973
- 1924 : Saltego Trans Jarmiloj (eo) (roman fantastique à propos d'un voyage dans le temps) ; serio forge Fondumo Esperanto Helsinki, 1973
- 1931 : Mr. Tot aĉetas mil okulojn (roman d'aventure) ; serio forge Fondumo Esperanto Helsinki, 1973
- 1961 : La verda raketo (eo) (nouvelles originales) ; serio forge Fondumo Esperanto Helsinki, 1973
- 1974 : Mia verda breviero (nouvelles), serio forge Fondumo Esperanto Helsinki, 1974